# みんなTV
みんなTVは、かつて株式会社TACSOLが運営していたインターネットテレビ 放送 システム インフラストラクチャー 。
『みんなTV放送システム』は、インターネット を利用したテレビ放送システムであった。

## 事業概要
- 名称：みんなTV
- 事業：インターネットテレビ 放送 システム インフラストラクチャー
- 端末：地上デジタルテレビ放送 、スマートテレビ、IPテレビ、パソコン、タブレットPC 、スマートフォン等で視聴可能
- 地域：全国 都道府県（離島・海外 含む）
- 通信：インターネット 回線
- 放送：IPマルチキャスト 方式

## 放送局
- 1ch みんなチャンネル
- 2ch はあとチャンネル
- 3ch 秋葉原テレビ放送（ATB）
- 4ch 東京国際テレビ(TIT)

## 特色
- 地上デジタルテレビ放送 、スマートテレビ、IPテレビ、パソコン、タブレットPC 、スマートフォン等の情報端末で視聴可能。
- 全国の同じ放送番組を同時に視聴できる為、キー局やローカル局といったテレビ番組の情報格差がない。
- 全国のプロバイダーで視聴可能。
- STB（セットトップボックス）や受信アンテナ等の設備は、一切不要。
- オンデマンド機能により、テレビ番組を一週間いつでも繰り返し視聴可能。
- 視聴者参加機能により、視聴者の選択によって勝者の決定や番組内容が変わるゲーム性のある放送サービス。
- ライブ機能により、生放送も可能。
- インターネットテレビと違い動画配信を地上波テレビ局同様にスケジュール（番組表）通りに配信する。